# Ґрондзьке-Елцьке
Ґрондзьке-Елцьке (пол. Grądzkie Ełckie, нім. Gronsken) — село в Польщі, у гміні Каліново Елцького повіту Вармінсько-Мазурського воєводства.
Населення — 156 осіб (2011).

## Демографія
Демографічна структура станом на 31 березня 2011 року:
|          | Загалом | Допрацездатний вік | Працездатний вік | Постпрацездатний вік |
| -------- | ------- | ------------------ | ---------------- | -------------------- |
| Чоловіки | 84      | 24                 | 52               | 8                    |
| Жінки    | 72      | 15                 | 40               | 17                   |
| Разом    | 156     | 39                 | 92               | 25                   |